# Lepidosauromorpha
Los lepidosauromorfos (Lepidosauromorpha) son un grupo de saurópsidos que incluye aquellos diápsidos más cercanos a los lagartos que a los arcosaurios (incluyendo a los cocodrilos y aves). El único subgrupo actual son los lepidosaurios: lagartos, serpientes y tuátaras.
Los lepidosauromorfos se distinguen de los arcosauromorfos (reptiles más cercanos a los arcosaurios) por su andar primitivo y extendido (que permite el mismo movimiento sinusoidal del tronco y la cola que se observa en los peces), la "articulación" deslizante entre los coracoides y el esternón (para una zancada más larga) y su dentición pleurodóntica. Por el contrario, los arcosauromorfos poseen una marcha parasagital, una reducción de su cintura dérmica, una reducción y/o pérdida del esternón y una dentición más tecodóntica. Los lepidosauromorfos vivos han conservado un metabolismo ectotérmico ("sangre fría"), a diferencia de la condición ancestral de los arcosauromorfos.
Algunos autores también incluyen al clado Pantestudines que contiene las tortugas, plesiosaurios, placodontos, etc, y en ese caso este clado se denomina Ankylopoda, sin embargo está hipótesis no es muy aceptada.

## Sistemática
- Infraclase Lepidosauromorpha
  - Orden Eolacertilia †
    - Familia Kuehneosauridae
    - Género Paliguana

  - Superorden Lepidosauria
    - Orden Sphenodontia 
    - Orden Squamata
      - Suborden Dibamia
      - Suborden Laterata
      - Suborden Gekkota
      - Suborden Iguania
      - Suborden Anguimorpha
      - Suborden Serpentes
      - Suborden Scincomorpha

  - Clado ¿Pantestudines?